# 乔尔·费恩
乔尔·费恩（英語：Joel Fein，1944年6月19日—2007年9月22日）美国音频工程师。他曾因电影巴迪霍利传提名奥斯卡最佳音响效果奖。

## 部分影视作品
- 巴迪霍利传（英语：The Buddy Holly Story） (1978)[1]